# 蒋荫恩
蒋荫恩（1910年8月14日—1968年4月）浙江慈谿人，中国新闻记者、报刊杂志主编、新闻教育家。

## 生平
1935年，蒋荫恩毕业于燕京大学新闻系。1936年，任上海《大公报》记者。在《大公报》任职期间，1937年八一三事变爆发，日军在上海租界内制造了两起伤亡严重的事件，其中一次是在大世界门口落下炸弹，蒋荫恩正巧乘《大公报》报馆的汽车路过此地，但幸免于难。1937年，转任上海《大美早报》新闻翻译兼文艺副刊编辑。1941年，任桂林《大公报》编辑主任。1942年起，从事新闻教育事业，先后在成都、北平任燕京大学新闻系主任、副教授、教授。1948年9月，受燕京大学委派，赴美国密苏里大学新闻学院任研究员，从事新闻学研究。
中华人民共和国成立，蒋荫恩于1949年10月1日夜回到北京，任燕京大学新闻系教授兼系主任。蒋荫恩曾发表书面意见，拥护中国代表伍修权在联合国安理会控诉美帝国主义武装侵略台湾的发言。1952年院系调整后，调至北京大学，历任北京大学总务长、北京大学办公室主任、中文系新闻专业教授。1958年，北京大学新闻系并入中国人民大学新闻系，蒋荫恩改任中国人民大学新闻系教授兼系副主任。蒋荫恩还曾任中国民主同盟中央宣传委员会委员、民盟中央文教科技委员会委员、《中央民盟》编委会委员、民盟北京市委宣传部长。
文化大革命爆发后，蒋荫恩受到残酷迫害，于1968年4月被迫害致死。

## 著作
- 杨历樵、蒋荫恩 编译，国际问题词汇，商务印书馆，1941年
- 蒋荫恩，报纸编辑讲义